# Euodynerus bidentoides
Euodynerus bidentoides är en stekelart som först beskrevs av Giordani Soika 1953.  Euodynerus bidentoides ingår i släktet kamgetingar, och familjen Eumenidae. Inga underarter finns listade i Catalogue of Life.